# モデリング&シミュレーション
モデリング&シミュレーション（ Modeling and Simulation, M＆S ）は、シミュレーションの基礎としてモデル（例： システム、エンティティ、現象、またはプロセスの物理学的、数学的、または論理的表現）を使用して、経営上または技術的な意思決定に利用されるデータを生成することである 。

## 解説
モデリング&シミュレーションのコンピュータアプリケーションでは、コンピュータを使用して、物理モデルの主要なパラメータを含む数理モデルを構築する。数理モデルは物理モデルを仮想的な形で表し、対象となる実験をセットアップする条件が適用される。シミュレーションが開始され、つまり、コンピューターが数理モデル上でこれらの条件の結果を計算し、実装に応じて機械または人間が読み取り可能な形式で結果を出力する。 
工学におけるM＆Sの使用はよく知られている。すべての応用分野のエンジニアはツールセットにシミュレーション技術を有しており、それは経営工学の知識体系に含まれてきた。M＆Sは、コストの削減、製品とシステムの品質の向上、習得した知識の記録と保管に役立っている。シミュレーションの結果は、基礎となるモデルと同じだけの質であるため、エンジニア、オペレーター、およびアナリストは、その構築に特に注意を払う必要がある。シミュレーションの結果が現実の世界に確実に適用されるようにするには、ユーザーはその実装の仮定条件、概念化、および制約を理解する必要がある。さらに、実際の実験結果を使用して、モデルを更新および改善することができる。M＆Sはそれ自体が学問分野である。その多くの応用分野では、M＆Sが純粋な応用であるという前提につながることがよくある。これは事実ではなく、M＆Sの適用において経営工学によって認識される必要がある。 
数理モデルとシミュレーションを使用すると、コストと時間がかかる可能性のある実際の実験を回避できる。代わりに、数学的知識と計算能力を用いて、現実世界の問題を安価かつ時間効率の高い方法で解決する。そのため、M＆Sは、現実世界でシステムを実際にテストすることなく、システムの動作の理解を促進できる。例えば、レースカーの設計時にトラクションを最も改善するスポイラーの種類を決定するには、車のコンピューターシミュレーションを使用して、摩擦係数に対するさまざまなスポイラーの形状の影響を順番に推定できる。実際に車を製造することなく、デザインのさまざまな意思決定に関する有用な洞察を収集することができる。加えて、シミュレーションは、ソフトウェアで完全に発生する実験、あるいはシミュレーションがシステムを表したり、実験の目的を満たすために必要なデータを生成したりするhuman-in-the-loop（HITL）環境で発生する実験をサポートすることができる。さらに、シミュレーションは、ほかの方法では創造が困難または高価であろう仮想環境を使用して人を訓練するために使用できる。 

## シミュレーションへの関心
技術的には、シミュレーションは広く受け入れられている。 2006年アメリカ国立科学財団 （National Science Foundation, NSF）の「シミュレーションに基づく工学科学」に関する報告書は、シミュレーション技術と手法を用いて工学科学に革命を起こす可能性を示した。シミュレーション応用への関心が着実に高まっている理由としては、以下のようなものがある。 
1. シミュレーションを使用する方が、実際の実験を行うよりも一般的に安価で安全で、時には倫理的である。例えば、スーパーコンピュータは、核爆発の場合により良く備えるために、核装置の爆発とその影響をシミュレートするために使用される場合がある。[4] 同様の取り組みは、ハリケーンやその他の自然災害をシミュレートするために行われている。[5] [6] [7]
2. シミュレーションは、最終製品の運用アプリケーション分野で見られる環境パラメーターの自由な構成を可能にするため、従来の実験よりもさらに現実的であることがよくある。例としては、米海軍の深海作戦や、NASAミッションの準備として隣接する惑星の表面をシミュレートすることをサポートしている。
3. 多くの場合、シミュレーションはリアルタイムよりも速く実行できる。これにより、特にシミュレーションを初期化するために必要なデータを運用データから容易に取得できる場合に、さまざまな選択肢の効率的なif-then-else分析に使用できる。このシミュレーションの使用により、従来の意思決定支援システムのツールボックスに意思決定支援シミュレーションシステムが追加される。
4. シミュレーションにより、初期分析段階において、最初のプロトタイプコンポーネントを備えた混合仮想システムを介して、最終システムの仮想テスト環境にシミュレーションシステムを統合できる、一貫性のある合成環境を設定できる。正しく管理されていれば、システムの後続のライフサイクルフェーズで、開発およびテスト領域からトレーニングおよび教育領域に環境を移行できる（最初のコンポーネントが構築される前であっても、現実的な制約の下で、実際のシステムの仮想ツインをトレーニングおよび最適化するオプションも含まれる）。

特に米国内では、軍事および防衛分野は、M＆Sの適用だけでなく、資金提供という形でも、M＆Sのメインチャンピオンである。例えば、現代の軍事組織におけるM＆Sは、買収 / 調達戦略の一部である。具体的には、M＆Sは、軍事システムの要件や訓練に影響を与えるイベントや実験を行うために使用される。したがって、M＆Sは軍事システムのシステム工学の不可欠な部分と考えられている。しかしながら、他の応用分野も現在追いついてきている。 医学、輸送、その他の産業分野におけるM＆Sは、もしそれがまだ起きていなかったとしても、今後数年間でアメリカ合衆国国防総省（United States Department of Defense, DoD）のM＆Sの使用を急速に上回る態勢にある。

## 科学におけるシミュレーション
モデリング＆シミュレーションは研究において重要である。 より小さなスケールでの物理的再現を介して、またはシミュレーションによってシステムのダイナミクスの表現を可能にする数理モデルを介して実際のシステムを表現することにより、現実世界では多くの場合不可能であるか、あるいは危険すぎる方法でシステムの挙動を探求することができる。 

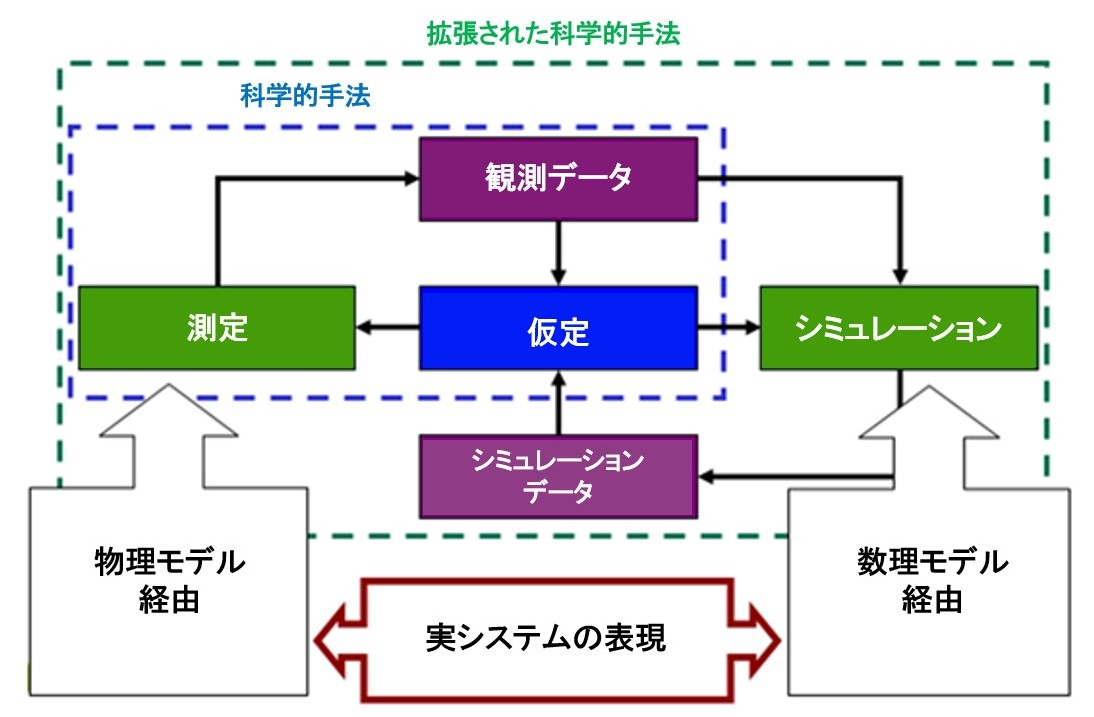
研究基盤においてモデリングが科学的手法を拡張する方法

## 新たな学問分野として
「M＆Sの新たな分野は、多様なコンピューターサイエンス分野の発展に基づいており、また、システム理論、システム工学、ソフトウェア工学、人工知能などの発展に影響されている。この基盤は経営工学と同様に多様であり、アート、工学、科学の要素を複雑でユニークな方法で結びつける。この論文に関連して、M＆S技術の適用または開発に関しては、分野の専門家が適切な意思決定を可能にする必要がある。この新しい学問分野の多様性と応用指向の性質により、サポートされている応用分野自体が、選言的な分野間で必ずしも調整されていない語彙を既に備えているという課題につながることがある。M＆S分野の専門的な知識体系を構成する概念、用語、および活動の包括的で簡潔な表現が必要でる。寄稿者は多岐にわたるため、このプロセスはまだ進行中である。」
Padillaらは、「M＆S科学が必要か」で、M＆S科学、工学、応用を区別することを推奨している。
- M＆S科学はM＆Sの理論に貢献し、この分野の学術的基盤を定義している。
- M＆S工学は理論に根ざしているが、適用可能なソリューションパターンを探している。焦点は、さまざまな問題領域に適用できる一般的な方法である。
- M＆S応用は、M＆Sを使用したソリューションに焦点を当てることにより、現実の問題を解決する。多くの場合、解決策はメソッドを適用した結果であるが、多くの解決策は非常に問題領域に固有のものであり、一般的なM＆S理論やメソッドではなく、問題領域の専門知識に基づいている。

モデルは、特定の目標を達成するためにリンクされたさまざまなユニット（より細かい粒度のモデル）で構成することができる。このため、モデリングソリューションとも呼ばれる。 
より一般的には、モデリング＆シミュレーションはシステム工学の活動の重要なイネーブラーである。コンピュータで読み取り可能な（場合によっては実行可能な）モデルのシステム表現により、エンジニアはシステム（またはシステムのシステム）の動作を再現できるためである。システム工学の活動をサポートする実用的なモデリング＆シミュレーションメソッドのコレクションが提供されている。

## 医薬品開発において
医薬品開発におけるM&Sは、コンピューターによる数学的シミュレーションと生物科学を統合した技術である。前臨床～臨床段階のデータを用いて、薬物の投与（曝露）量、血中薬物濃度、薬効、有害事象及び転帰の関係性を明らかとし、モデルを構築する。構築されたモデルは、用法用量、薬剤標的、適応、対象患者といった医薬品開発における重要な意思決定を定量化して支援する。
M&Sは、頑健な意思決定を支援すると共に、実試験にかわってデータを補完・代替することで、コストや時間を削減し、医薬品開発の効率化を実現する。
医薬品開発におけるM&Sは、主にその適用範囲の明確化・拡大と，医薬品開発におけるM&S担当者とチームのコミュニケーションのあるべき姿の観点から逐次変遷をたどり、近年ではModel Informed Drug Discovery & Development（MID3）と称されている。　MID3には、M&Sが化合物選択（Discovery）、臨床開発（Development）及び研究開発に関わる規制（Regulatory）といった医薬品開発のあらゆる相において意思決定に関わることを表している。当初のM&Sという呼称では方法や使用状況が漠然としており、より具体的なPharmacometrics（ファーマコメトリクス）やSystems pharmacologyが用いられるようになった。しかし、解析の専門家以外には理解が難しいという問題があり、医薬品開発にM&Sを適用することを指してMBDD（model based drug development）という呼称が用いられるようになった。長年にわたり使用されていたが、モデルが医薬品開発の意思決定を支配するという誤解を生んだため、MIDD（model informed drug development）とされ、その後開発段階における適用範囲を拡大してMID3となった。このほか、母集団薬物動態／薬力学（Population Pharmacokinetic/Pharmacodynamic、PPK/PD）解析、曝露-反応（Exposure-Response、ER）解析といったツールもM&Sに含まれる。

## 薬学教育において
米国では薬剤師の不足により、クラスの規模が拡大し、薬科大学や薬学部でのサテライトや遠隔学習プログラムの数が増加している。この急速な拡大により、既存の臨床実習現場に負担を生み出している。 薬学教育認証評議会（Accreditation Council of Pharmacy Education, ACPE）は、少なくとも1440時間の高度な薬学実務実習（advanced pharmacy practice experience, APPE）を必要としている。また、ACPEは、薬学カリキュラムの最初の3年間にわたって、1440時間のAPPEに含まれる最低300時間の基礎的な薬学実務実習（introductory pharmacy practice experience, IPPE）を提供することを薬科大学や薬学部に要求している。 シミュレーショントレーニングは、学生に講義中心の知識を応用する機会を提供し、実習現場の負担を軽減するための1つのモデルであろう。IPPEにシミュレーションを組み込むことは受け入れられており、ACPE認定専門学位プログラムの方針と手順（2010年1月）に記載されているように、ACPEはこれを推奨している。補遺1.3、基礎的な薬学実務実習のためのシミュレーション（2010年6月承認）で以下のように述べられている。 
 以前に確立された方針に記載されているように、シミュレーションは、実際の薬学実習で費やされる時間の最小期待値に取って代わったり、置き換えたりするために利用することはできない。大部分の実際の薬学実習の時間を超えて、薬科大学および薬学部はIPPEの合計時間の20％以下（たとえば、300時間のIPPEプログラムの60時間）をシミュレーションの利用で占めることができる。 
 いくつかの薬科大学や薬学部では、コアカリキュラムの一部としてシミュレーションを取り入れている。ピッツバーグ大学薬学部では、高忠実度の患者シミュレーターを使用して治療学を補強している。 ロードアイランド大学薬学部は、シミュレーションプログラムを薬理学および医薬化学コースワークに組み入れた。高忠実度の患者シミュレータを購入した最初の薬科大学であった。一部の薬科大学や薬学部は、バーチャルリアリティと完全な環境シミュレーションプログラムを提供している。たとえば、パデュー大学薬学部と大学のデータ知覚エンビジョンセンターは、米国薬局方（United States Pharmacopeia, USP）と協力して、USP 797規格に準拠した仮想クリーンルームを作成した。

## 応用分野
多くの分類が可能であるが、次の分類法は防衛領域で非常にうまく使用されており、現在、 医学シミュレーションおよび輸送シミュレーションにも適用されている。 
- 分析サポートは、計画と実験を支援するために行われる。非常に多くの場合、実装される最適なソリューションの検索がこれらの取り組みを推進している。代替案のwhat-if分析もこのカテゴリに分類される。このスタイルの作業の多くは、シミュレーションとアナリストの両方のスキルを持つシミュリストによって行われる。このシミュレーションとアナリストの融合は、Kleijnenでよく注目されている。 [要出典]
- システム工学サポートは、システムの調達、開発およびテストに適用される。このサポートは初期段階から開始でき、実行可能なシステムアーキテクチャなどのトピックを含めることができる。また、テストが実行される仮想環境を提供することでテストをサポートできる。このスタイルの作業は、多くの場合、エンジニアや設計者によって行われる。
- トレーニングと教育サポートは、人々をトレーニングして教育するためのシミュレーター、仮想トレーニング環境およびシリアスゲームを提供する。このスタイルの作業の多くは、コンピューター科学者と協働するトレーナーによって達成される。

分析サポートの特別な使用は、進行中のビジネスオペレーションに適用される。 従来は、意思決定支援システムがこの機能を提供してきた。 シミュレーションシステムは、動的要素を追加することでそれらの機能を改善し、最適化とwhat-if分析を含む推定値と予測を計算できるようにする。 

## 個別の概念
「モデリング」と「シミュレーション」という用語は、M＆Sをツールとしてのみ適用する分野では同義語として使用されることが多いが、M＆Sの学問分野では、どちらも個別かつ等しく重要な概念として扱われる。モデリングは、現実の意図的な抽象化として理解され、概念化と基礎となる仮定および制約の正式な仕様をもたらす。M＆Sでは、コンピューター上の実行可能なバージョンの実装をサポートするために使用されるモデルに特に関心がある。時間の経過に伴うモデルの実行は、シミュレーションとして理解される。モデリングは概念化を対象としているが、シミュレーションの課題は主に実装に焦点を当てている。すなわち、モデリングは抽象化レベルに存在し、シミュレーションは実装レベルに存在する。 
概念化と実装（モデリングとシミュレーション）は、相互に依存しているが、それにもかかわらず別々の個人が実行できる2つのアクティビティである。管理と工学の知識およびガイドラインは、それらが適切に接続されていることを確認するために必要である。システム工学の経営工学専門家は、システムアーキテクチャに取り込まれたシステム設計がシステム開発と整合していることを確認する必要があるように、このタスクは、実装する必要があるモデルと同じレベルの専門性で実施する必要がある。ビッグデータと分析の役割が拡大し続ける中、分析の複合シミュレーションの役割は、最も単純なと呼ばれるもう一つの専門家の領域である。それは、意思決定者が直接利用できる視覚化を通じてアルゴリズムと分析技術を融合するためである。 Leeらによりアメリカ合衆国労働統計局のために設計された研究は、ブートストラップ技術（統計分析）がシミュレーションでどのように使用されて、存在しない母集団データを生成したかについて興味深い見方を示している。 

## アカデミックプログラム
モデリング&シミュレーションは、最近になってようやく独自の学問分野となった。以前は、この分野で働く人々は、通常、工学のバックグラウンドを持っていた。 
以下の機関において、モデリング&シミュレーションの学位を取得できる。 
Ph D. Programs
- University of Pennsylvania (Philadelphia, PA)
- Old Dominion University (Norfolk, VA)
- University of Alabama in Huntsville (Huntsville, AL)
- University of Central Florida (Orlando, FL)
- Naval Postgraduate School (Monterey, CA)

Master Programs
- National University of Science and Technology, Pakistan (Islamabad, Pakistan)
- Arizona State University (Tempe, AZ)
- Old Dominion University (Norfolk, VA)
- University of Central Florida (Orlando, FL)
- the University of Alabama in Huntsville (Huntsville, AL)
- Middle East Technical University (Ankara, Turkey)
- University of New South Wales (Australia)
- Naval Postgraduate School (Monterey, CA)
- Center for Modeling and Simulation (M.Tech (Modelling & Simulation)) (Savitribai Phule Pune University, India)
- Columbus State University (Columbus, GA)
- Purdue University Calumet (Hammond, IN)
- Delft University of Technology (Delft, The Netherlands)

Professional Science Masters Programs
- University of Central Florida (Orlando, FL)

Graduate Certificate Programs
- Portland State University Systems Science
- Columbus State University (Columbus, GA)
- the University of Alabama in Huntsville (Huntsville, AL)

Undergraduate Programs
- Old Dominion University (Norfolk, VA)
- Ghulam Ishaq Khan Institute of Engineering Sciences and Technology (Swabi, Pakistan)

## モデリング&シミュレーションの知識体系
モデリング&シミュレーションの知識体系（Modeling and Simulation Body of Knowledge, M＆S BoK）は、モデリング&シミュレーションの実践共同体、およびM＆Sの専門職、業界、市場を特定する知識（情報）と能力（コンピテンシー）の領域である。
M＆S BoKインデックスは、サブジェクト情報の内容を表示、識別、アクセス、および操作できるようにするための手段を提供する一連の指針である。

## 要約
成功を確実にするために、次の3つの作業を実施および調整する必要がある。 
1. 概念化を正式に捉えたモデルを作成する必要があり、
2. シミュレーションはこのモデルを実装する必要があり、
3. 管理者は、モデルとシミュレーションが相互接続されており、現在の状態であることを確認する必要がある（つまり、通常、シミュレーションが変更された場合は、モデルを更新する必要があることを意味する）。

## 関連記事
- Defense Technical Information Center
- Glossary of military modeling and simulation
- Interservice/Industry Training, Simulation and Education Conference (I/ITSEC)
- Microscale and macroscale models
- Military Operations Research Society (MORS)
- Military simulation
- Modeling and Simulation Coordination Office
- Operations research
- Orbit modeling
- Power system simulation
- Rule-based modeling
- Simulation Interoperability Standards Organization (SISO)
- Society for Modeling and Simulation International (SCS)